# 便利商店

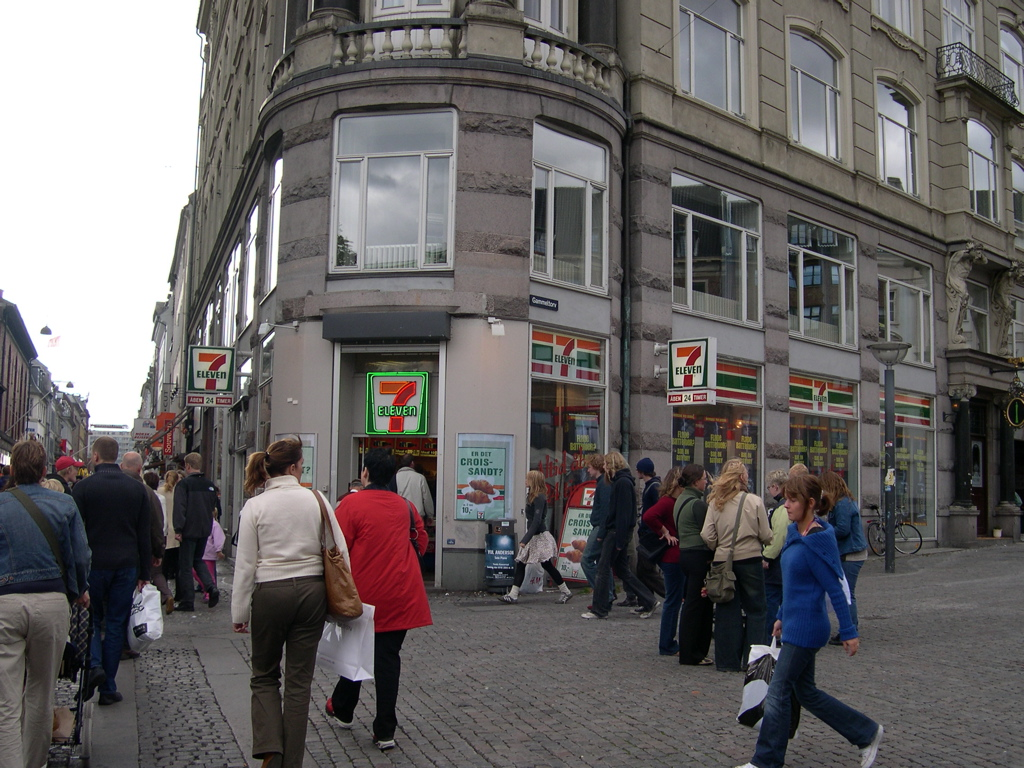
丹麥哥本哈根的一家7-Eleven分店

便利店，另稱超商（源自「超級商店」此一舊稱），是指規模較小，但商品種類多元、販售民生相關物資或即食食品的商店，其中也包含加油站商店，通常位於交通較為便捷之處，以民生服務取勝。其緣起美國公路邊的加油站附設小店，1980年代韓國和亞洲都市化後在人口密集地區流行並擴散，尤其是都市地帶。由於販售物品的種類多樣，便利店有時被當作小型超市。
便利商店的開始應是在1927年，美國南方公司於達拉斯開設了27家圖騰商店（Tote'm Stores），並於1946年將營業時間延長為早上7點至晚上11點，所以將商店命名為7-Eleven。

## 特質
一般而言，便利商店服務的商圈大小約為3,000人，商品品項在3千項左右。而人們的印象中，廣義的便利商店通常會符合下列條件：
- 營業面積：在60至200平方公尺之間，大於200平方公尺則屬於超市，但臺灣、香港和韓國也有便利商店營業面積不到60平方公尺，車站內甚至有不到20平方公尺的便利商店。
- 針對時效性的商品結構：例如食品（含飲料），常占銷售品項的50%以上，而且要販售微波冷凍食品。但臺灣最近這幾年已經開始有複合式便利商店，提供桌椅供顧客用餐，或是販售新鮮麵包、水果等非常廣泛的品項。
- 產品別比率均衡：任何一類商品不可超過全店營業額之50%，否則即是「專賣店」，這是在小店管理上不易達成平衡的要素。
- 營業時間長：長時間營業的輪班制，通常為全年24小時，全年無休以提供最即時的服務。但部分位於學校、醫院、機關、車站內的便利商店，營業時間則隨附屬機構而改變。
- 簡便、多元的銷售方式：應對顧客短暫的消費時間，大多數為零散的自助式開架商品，以及家庭包會比較少見，以各種小包裝為主方便路過的上班族等拿取，打折優惠也常快速調整。
- 待客之道：親切、愉快、迅速等及效的服務為主，與大賣場結帳的流水線自助櫃檯大不相同，客人流量極大店內卻始終乾淨明亮的裝修，密集的養護也是便利店的特色。
- 新潮的管理信念：追求商品周轉率、坪效，加強報表及POS等精細管理，壓縮倉儲的量，這也是便利點重中之重的要點，需要具備高度的流行與新鮮感吸引顧客多次光顧。

## 經營特色

### 物流配送
便利商店與現代多數的零售業相同，在商品的配送上均以物流中心統一配送店內的商品，取代過去傳統業者進貨的方式。

### 經營方式
經營者多半是以加盟連鎖商店的方式經營，由公司總部負責指導經營方針，經營者（或稱加盟主）實際負責經營的方式來營運。使用加盟的方式可以減少總部管理成本，特別是便利商店的店數多且密集，全部採用直營方式會造成過大的人事管理成本，其次也可以吸收傳統商店或獨立經營的便利商店，減少競爭者與地區商家的抵抗意識，加盟主的經營通常也較直營店用心，在經營績效上較佳，缺點是加盟主與總部往往有著利益上的衝突，在經營上容易發生管理水準不一的弊病，甚至在日本還有發生集體法律訴訟的爭議事件。

### 展店策略
便利商店因面積小，單一店面商品數量不及超級市場，需要大量的店數來負擔物流中心的成本，因此便利商店在展店的過程當中，往往採取在短期間內於一定的範圍內大量開店的方式，這樣的方式還可以減少總部的管理成本，全世界最大的單一便利商店連鎖——日本7-Eleven，開業35年才完成全日本展店便是基於這樣的策略考量，臺灣的7-Eleven、FamilyMart以及萊爾富進入東部開店時也採用同樣策略。

### 店型
在便利商店發源地的美國，有許多便利商店附有加油站，且有停車位以方便顧客開車前來購物。在臺灣由於開設於市區的分店屬性為住商混雜且人口集中，除位於市郊或鄉鎮分店外，多半沒有附設停車位。日本則兼具上兩者的特色，但少見附設加油站。

### 鮮食

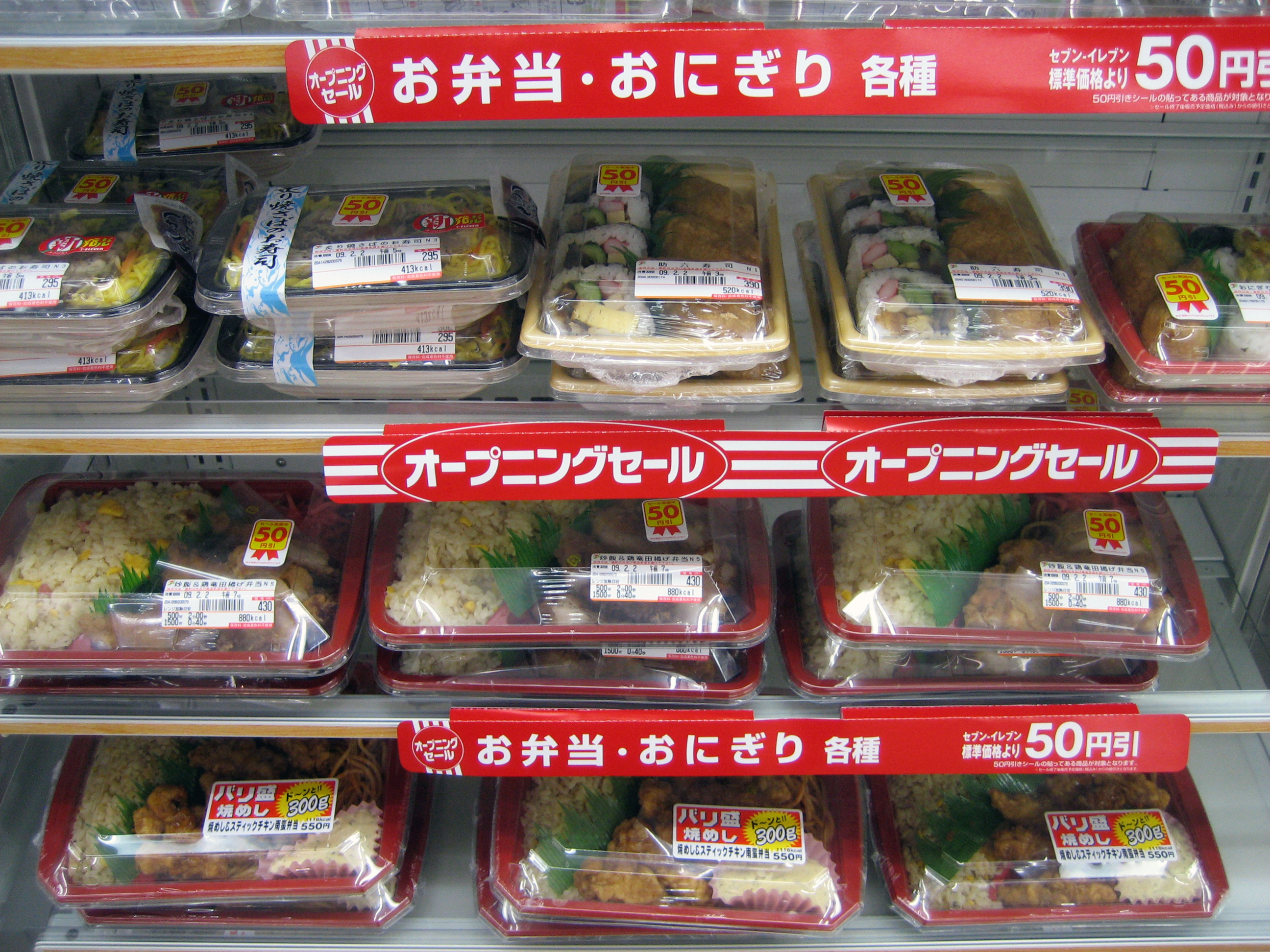
微波爐便當

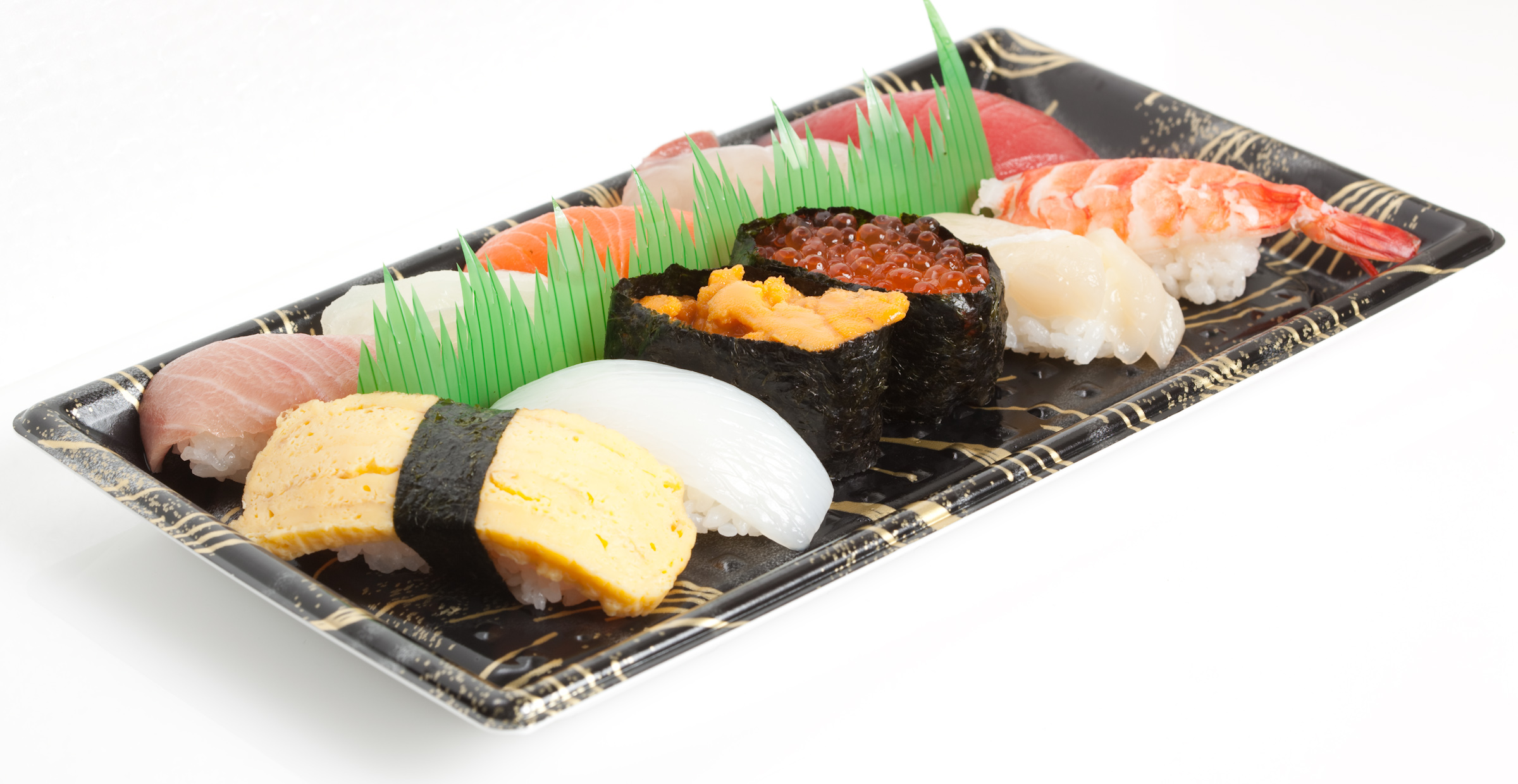
包裝型壽司

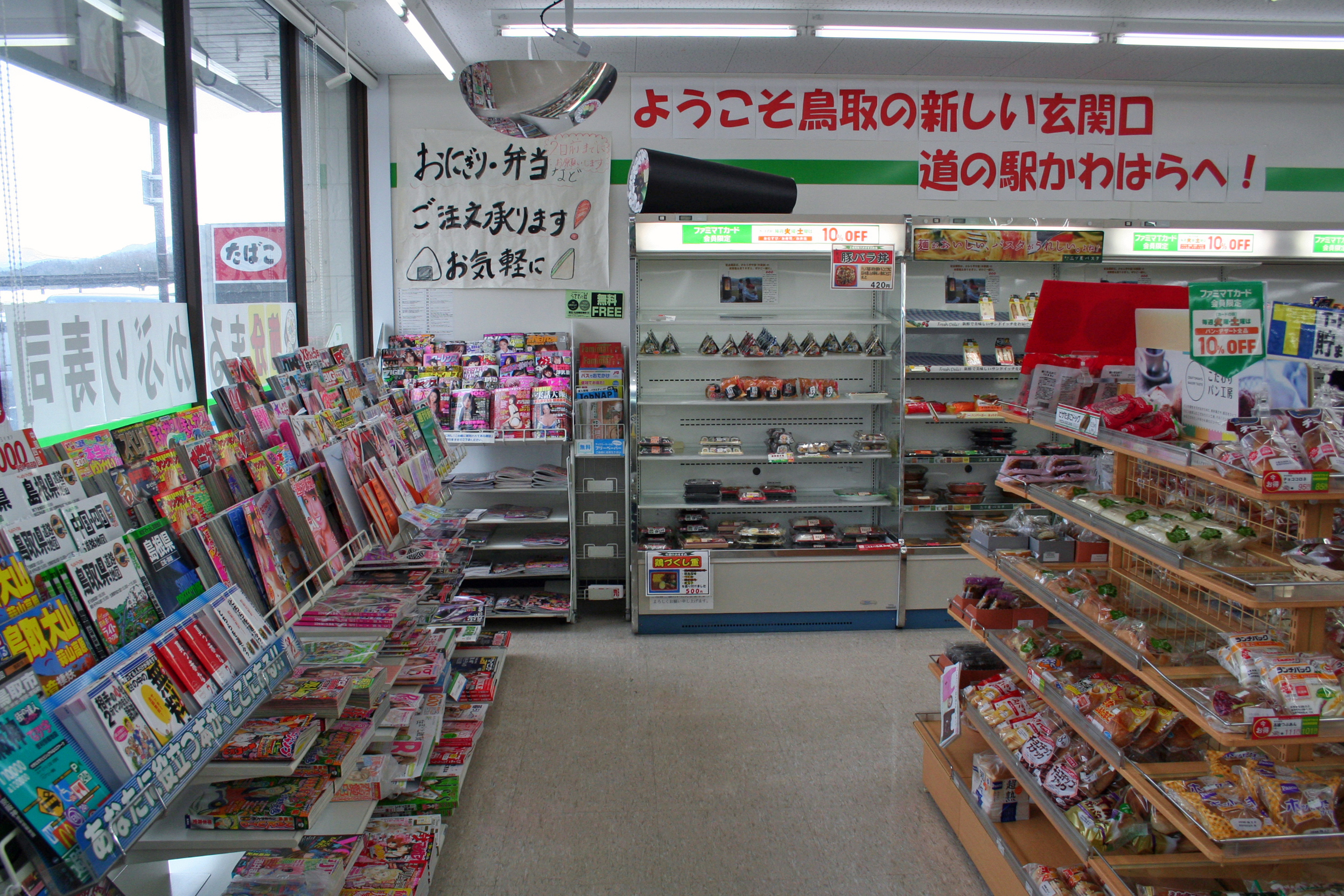
雜誌架

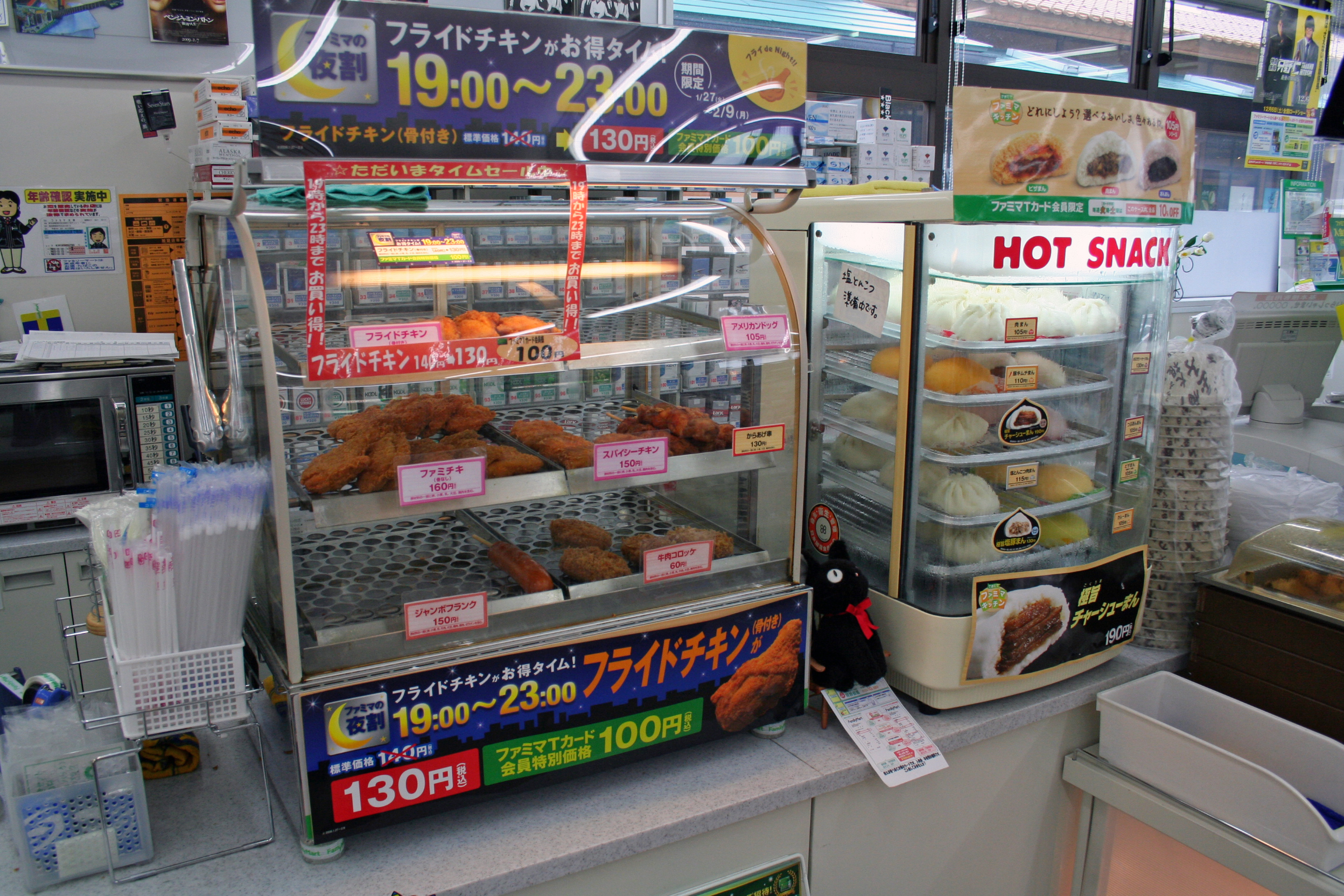
熱食櫃

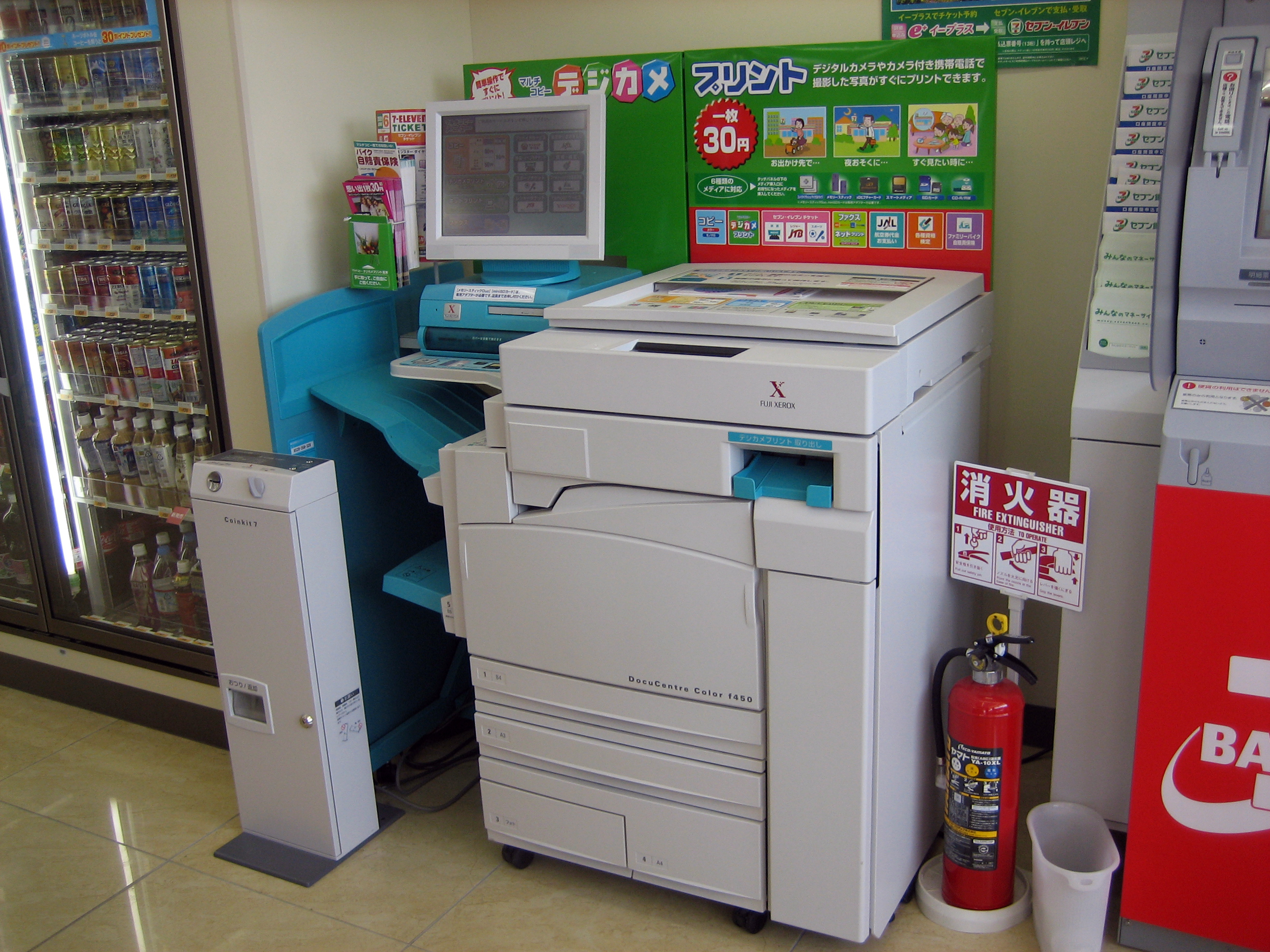
便利商店的投幣式影印機

便利商店業者通常皆會於店內提供例如便當、飯糰、三明治的即食食品。在日本多用「FF」即（FastFoods；速食）或是（Delicatessen；現成佳餚，熟食品）來稱呼，又因多半是與廠商共同開發的獨家商品，也常見以(Original)稱呼，少部分組織則使用(Fresh Foods)。在臺灣沿襲日本名稱翻譯為鮮食；各便利商店會針對自己的通路，協同自己的鮮食廠，形成所謂製販同盟，共同開發出通路獨特的鮮食，以突顯出與其他便利商店的差異性。

### 各式服務
便利商店業者為了在極小的店頭場地之下，販售更多的商品與提供更多的服務，並有效的發展更大的商機，各家業者更進一步發展電子商務、型錄販售、預購等等業務。

#### 型錄販售
部分便利商店業者與型錄販售業者合作，於店內提供商品目錄供顧客選購，並透過店面繳費與傳送訂單，讓便利商店的服務面更擴大。

#### 商品預購
為了擴大商品銷售的種類，業者也自行提供目錄供顧客選擇，並透過店面繳費與取貨，日本便利商店業者提供賀年卡預購、母親節蛋糕預購、父親節蛋糕預購、中秋節月餅預購，甚至可以預定特殊的便當，臺灣的業者提供冷凍年菜、粽子、蛋糕等等許多年節或地區特色商品訂購的服務。

#### 電子商務
由於店面的限制，各家業者提供的電子商務服務以網路購物到店取貨與繳費服務為主，許多業者設置購物網站，例如日本7-Eleven設置7dream網站，提供顧客到店取貨服務，也有業者並不直接經營網站，而是提供網路購物業者取貨與繳費的平台。目前銷售商品的種類有書籍、CD、票券、網路沖印等。

#### MMK
MMK(Multimedia Kiosk)即多媒體事務，為一種配有觸控螢幕的電腦裝置，便利商店業者可透過設置於店內的這種裝置，提供許多商品與服務，最早導入的業者為Sunkus，後續其他業者陸續導入。提供信用卡紅利積點兌換和相片列印服務。

#### 自行車
台灣部分（約一千家）便利商店提供自行車打氣及修車服務。

## 各地的便利商店

### 日本
日本的便利商店為60年代開始發展，至今已有相當的規模。全日本的連鎖便利商店集團共計十多個，其中以7-Eleven、FamilyMart及LAWSON營收最大，消費者常以營業據點和品牌形象做為偏好商店的主要選擇原因。
即食食品銷售量極高，其中以御飯糰和麵包佔市場比例最高，方便快速的優勢是主要原因。
由於地狹人稠且都市化程度高，日本發展便利商店的速度十分迅速，除了效仿美國提供飲料、食品與日用品外也有許多附加服務，其中購票服務使用率極高。與臺灣相比，日本消費者使用便利商店的頻率較低，但每次消費的金額較高。

#### 簡史
- 1969年：(My Shop)1號店在大阪府豐中市開店。
- 1971年：Seicomart1號店在北海道札幌市北區開店。Cocostore1號店在愛知縣春日井市開店。
- 1974年：日本第一家7-Eleven在東京都江東區開店。
- 1975年：福岛县郡山市虎丸店開始24小時經營。
- 1981年：提供快遞宅配服務開始。
- 1987年：開始提供費用代收服務。
- 1996年：提供購票服務，開始販售电子游戏軟體。
- 1999年：設置自動櫃員機。
- 2003年：設置郵筒。

#### 主要品牌
- 7-Eleven
- FamilyMart
- LAWSON

其他品牌
- MiniStop
- Daily Yamazaki
- Seicomart(主要分布於北海道)
- Poplar

### 台灣
在台灣，便利商店由統一企業於1979年引進，通常具有連鎖體系、24小時營業、面積小、開架式販售等特質。密度為平均每2,300人就擁有一家便利商店，僅次於韓國，位居世界第二。
臺灣便利商店發展腳步基本上跟隨日本。在發展的前20年中，經營內容多以飲料、書籍、報紙、泡麵、零食、冰品、香菸、民生必需品為主。雖然也有熱食，但僅限方便處理的熱狗、包子、茶葉蛋。在2002年前後，便利商店開始轉型，販售的物品開始加入飯糰、三明治等由工廠製造後，配送至門市的商品，之後再發展出便當、麵、小菜等正餐，超商也開始設置用餐區。
除了現場販售業務外，便利商店提供費用代收服務，包括公共費用（水費、電費、電話費、停車費）、保險費和信用卡費等。部份商店採用無店鋪販賣，提供型錄販售與預購的業務（即所謂的「第二層店面」），內容有年菜、書籍、電腦維修、旅遊產品等，也提供店面供顧客透過網路購物到店取貨。許多便利商店內也有自動櫃員機、影印機及傳真機。有些位於風景區外圍及重要公路旁的便利商店還提供顧客臨時停車位及廁所。由於臺灣便利商店發展過快，分佈密度過高與供應服務過多，常導致店員时常忙碌且需學習極多職場技能，也因極早就提供十分周全的便利性，間接讓臺灣線上服務需求不足而發展遲緩。
臺灣便利商店除了由公司直營外，另外還有特許加盟、自願加盟及委託加盟等幾種連鎖加盟方式，加盟占所有便利超商的70％左右。
至2017年8月，臺灣最高海拔的便利商店是位在嘉義縣阿里山鄉中正村的統一超商神木門市，海拔約2,200公尺。
臺灣有所謂「四大超商」的說法，歷經多次整併，主要的超商為統一超商（7-Eleven）、全家便利商店（FamilyMart）、萊爾富、OK超商。
根據在2020年5月中所發布產業經濟統計簡訊，2019年台灣連鎖式便利商店密集度居全世界第二，次於南韓，高於日本。
目前台灣最大的兩家便利商店連鎖在2021年的合併收入各為：統一超商新台幣2,627.26億元，全家便利新台幣836.59億元。。

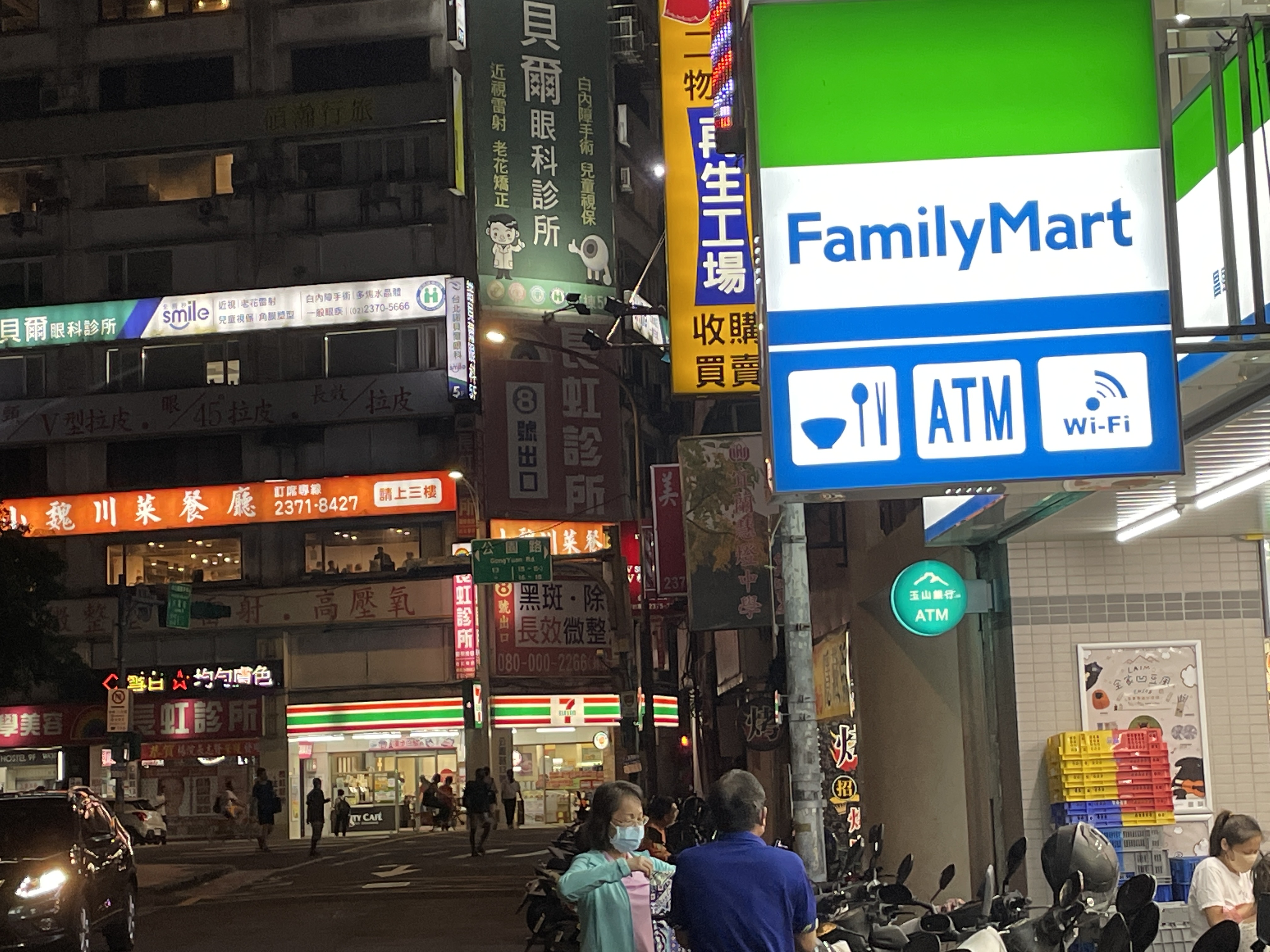
台灣的便利商店分佈密集，經常兩個品牌店家的距離僅幾十公尺。
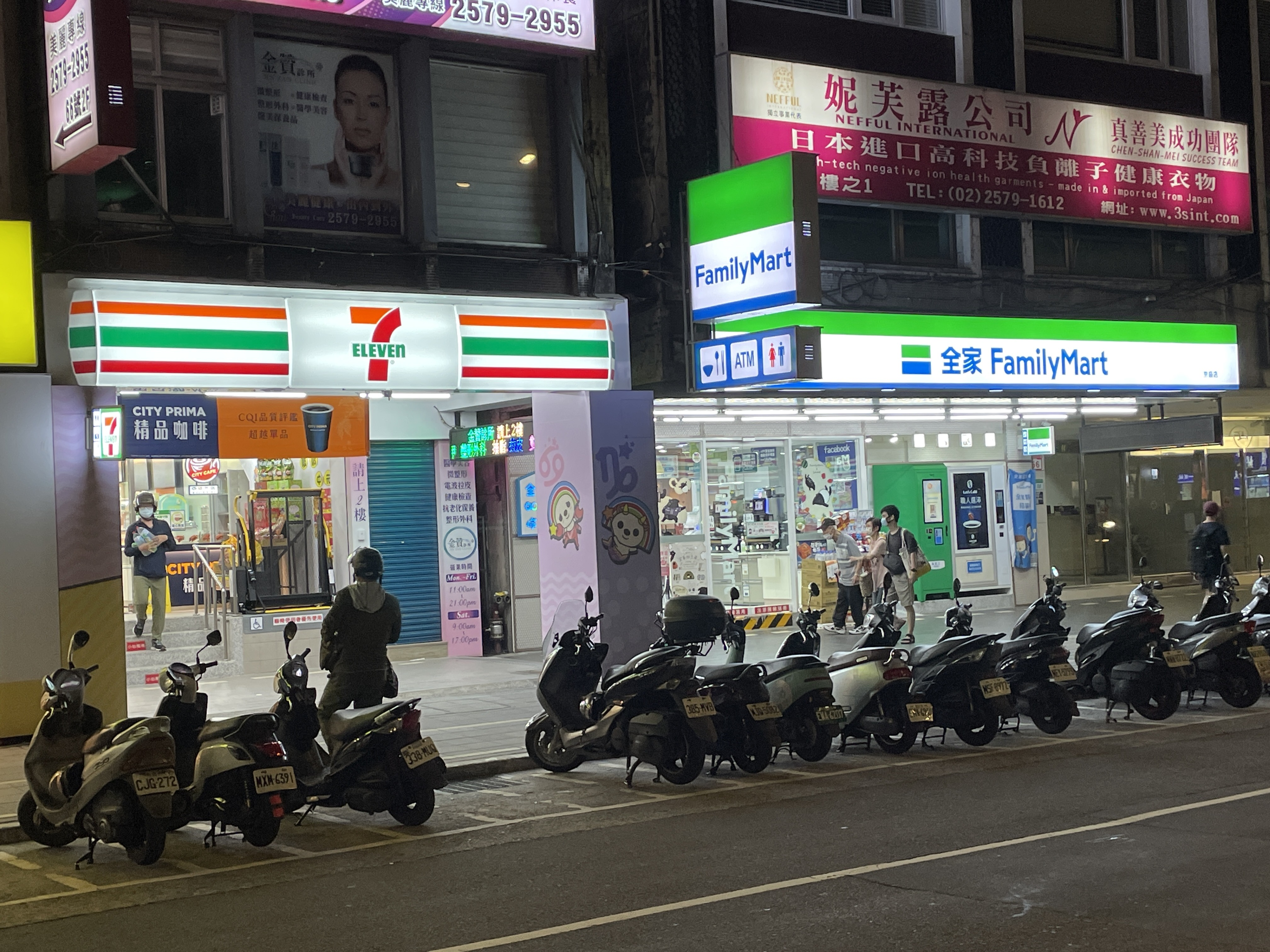
兩個品牌店家並列的情況亦非罕見。

#### 台灣目前沒有四大連鎖便利商店的行政區
- 金門縣：烏坵鄉

### 南韓
主要品牌
- CU
- GS25
- 7-Eleven

其他品牌
- Emart24
- MiniStop（但預計於2023年退出韓國並將門市轉換為7-Eleven）

## 外部連結
- 台灣沒有四大便利商店的鄉鎮 （页面存档备份，存于）